# Saxe Gotha Township
Saxe Gotha Township (auch Saxe-Gotha oder Congarees Township) war ein Township im zentralen South Carolina. Es wurde 1733 gegründet und 1785 in Lexington County umbenannt. Der Name der Townships sollte die Hochzeit von Friedrich Ludwig von Hannover mit Augusta von Sachsen-Gotha-Altenburg feiern, tatsächlich lebten hier wohl fast keine Menschen aus dem Herzogtum Sachsen-Gotha-Altenburg.
Saxe-Gotha war eines der acht Townships, die der Kolonialgouverneur Robert Johnson im Hinterland (backcountry) von South Carolina anlegen ließ. Damit sollte ein Puffer zwischen den Indianern und den Bewohnern im Unterland (Lowcountry) geschaffen werden, aber gleichzeitig war es auch eine Absicherung gegen Sklavenaufstände: Man nahm an, dass die Menschen der Townships im Falle einer Rebellion den Weißen in den Lowlands zur Hilfe kommen würden. Formal 1733 als Congarees Township gegründet, war das Gebiet von Saxe-Gotha 832 Acre (etwa 3,4 km²) groß. Es lag südlich des Zusammenflusses von Saluda und Broad River zum Congaree River, in der Nähe eines alten Forts (Old Fort Congaree).
Zunächst wurde eher Pelzhandel betrieben, später in den 1730er-Jahren kamen mehr Europäer und Afroamerikaner in die Gegend. Im Laufe der nächsten Jahre entwickelte sich das Township zu einer ländlichen Streusiedlung. 1737 wurde es in Saxe-Gotha Township umbenannt. Angeworben von in Charleston lebenden Deutschschweizern kamen vor allem Menschen aus der Pfalz und aus Württemberg hierhin. Sie lebten in Saxe-Gotha und nördlich angrenzenden Gebiet Dutch Fork als Kleinbauern oder in Vertragsknechtschaft (Indentured Servants). Einwandernde aus deutschsprachigen Gebieten zogen eher in das Township, während englische Ankömmlinge auf der anderen Flussseite des Congaree siedelten. Später kamen auch Menschen aus dem Norden, vor allem Virginia und Pennsylvania. In der Streusiedlung bildete sich um 1760 ein kleiner Hauptort namens Granby. Es entstand eine bescheidene öffentliche Infrastruktur und regelmäßige Handelsbeziehungen mit Charleston.
1760 brach ein Krieg zwischen den Kolonisten und den Cherokee aus (siehe auch Siebenjähriger Krieg in Nordamerika), und viele Weiße flohen oder verbarrikadierten sich. In der unruhigen Zeit nach dem Krieg zogen Gruppen von Banditen durch das Hinterland, die erst von lokalen aufständischen Milizen, den sogenannten Regulatoren, vertrieben werden konnten.
1785 wurde aus dem Saxe-Gotha Township das Lexington County, benannt nach dem Gefecht von Lexington. County Seat wurde Granby.

## Nachweise
1. 1 2 3 4  Michael Everette Bell: Saxe-Gotha Township. In: South Carolina Encyclopedia. University of South Carolina, Institute for Southern Studies, 26. Oktober 2016, abgerufen am 19. Dezember 2020 (amerikanisches Englisch).
2. 1 2 3 4 5 6  Of mindset and material culture: an archaeological view of continuity and change in the 18th century South Carolina backcountry. In: Stanley South (Hrsg.): Volumes in Historic Archaeology. Band XX. University of South Carolina, South Carolina Institute of Archaeology and Anthropology, Columbia (South Carolina) 1992, S. 34–41 (englisch, archive.org [abgerufen am 19. Dezember 2020]).
3. ↑  Kathryn F. Keenan: In Search Of Granby: A Colonial Village Of South Carolina. 2016, S. 14 f. (englisch, sc.edu [abgerufen am 19. Dezember 2020]).
4. ↑  Lexington History. Town of Lexington, abgerufen am 19. Dezember 2020 (englisch).